# Melro-azul

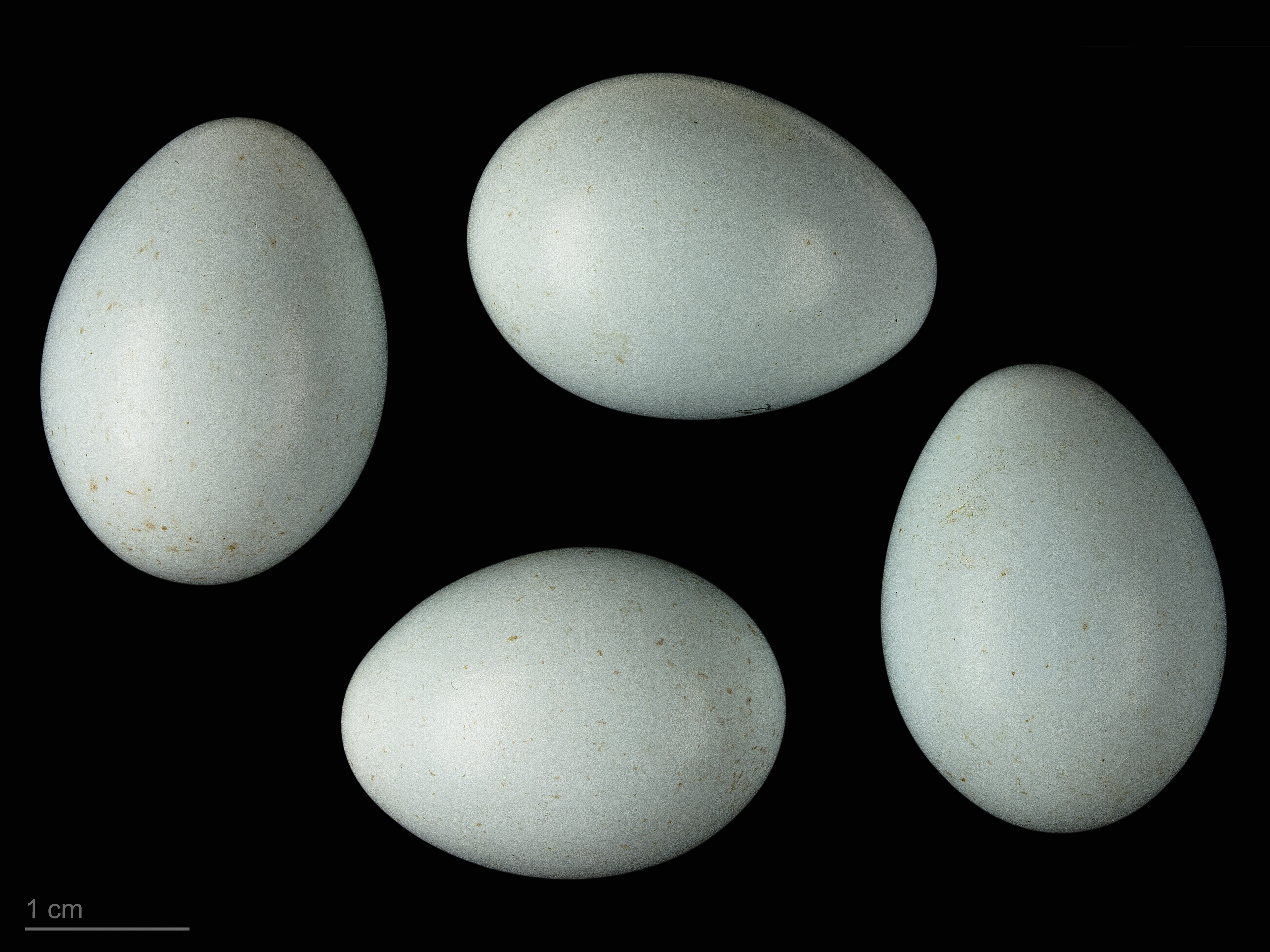
Monticola solitarius solitarius - MHNT

O melro-azul (Monticola solitarius) é uma ave da ordem passeriformes pertencente à família Muscicapidae. O macho tem a plumagem do corpo totalmente azul e as asas pretas, a fêmea é cor de rdósia.
Esta espécie vive geralmente em zonas rochosas, seja em escarpas à beira-mar, seja em vales alcantilados do interior. Ocasionalmente também ocorre em velhos castelos. É uma ave tímida, que não tolera muito a aproximação de seres humanos. No entanto, pousa geralmente em locais altos e visíveis, podendo ser facilmente observada à distância.
O canto do melro-azul é assobiado, fazendo lembrar o do melro-preto, embora seja um pouco mais rápido.
Outras designações: merifela, murifela, murfela, melro-fragueiro, melro-lapeiro, melro das fragas, solitário.